# Ottone Enrico del Carretto
Ottone Enrico del Carretto (Genova, 1639 – Mariemont, 15 giugno 1685) è stato un nobile e generale italiano appartenente alla stirpe aleramica dei Del Carretto, marchese di Grana e conte di Millesimo, noto per il suo ruolo nell'esercito del Sacro Romano Impero e come governatore dei Paesi Bassi spagnoli.

## Biografia

### Origine
Figlio del marchese Francesco Antonio del Carretto di Grana, generale e ambasciatore dell'imperatore Ferdinando III a Madrid, e la contessa tedesca Margarethe Fugger von Nordendorf. Il fratello maggiore, Ferdinando, consigliere imperiale e cavaliere del Toson d'Oro, morì nel 1651 lasciando a Ottone Enrico come presunto erede del patrimonio familiare. La sorella Eleonora, sposata a Antonio Sebastián de Toledo, marchese di Mancera, diventò viceregina della Nova Spagna, celeberrima per la sua protezione della scrittrice messicana Juana Inés de la Cruz.

### Carriera
Nel 1652 fu fatto cavaliere dell'Ordine di Calatrava e commendatore di Vállega. Acquisì a Bonn, ove era governatore militare, una certa fama come comandante di una parte dell'esercito imperiale di Leopoldo I allorché l'11 agosto del 1675 combatté la vittoriosa battaglia di Konzer Brücke contro le truppe francesi del Créquy, nel corso della guerra d'Olanda.
Il luogo della battaglia era nei pressi della confluenza del fiume Saar e della Mosella, fra la città di Konz e la località di Wasserliesch (che da lui prese il nome di Granahöhe).
Ottone Enrico comandava l'ala destra di un'armata, distaccata dal grosso delle truppe imperiali che, al comando di Carlo IV di Lorena, stavano assediando la città di Treviri. Egli, attaccando al momento giusto e nel punto giusto, sbaragliò l'esercito nemico, il che consentì la liberazione della città di Treviri e del suo circondario dall'occupazione francese.
Nel 1678 divenne Cavaliere dell'Ordine del Toson d'oro e fu nominato ambasciatore in Spagna. Nell'aprile del 1682 fu nominato Governatore dei Paesi Bassi spagnoli, carica che tenne fino al 1685. Nel 1683 fu nominato feldmaresciallo del Sacro Romano Impero.

## Matrimoni e figli
Il 31 luglio 1667 Ottone Enrico sposò in prime nozze la contessa Maria Teresa von Herberstein (Graz, 1641 - Bruxelles 1682), vedova del conte Francesco Adamo von Losenstein, dalla quale ebbe due figlie:
- Maria Enrichetta (Vienna, 1671 – Drogenbos, 1744), erede del marchesato di Grana e la contea di Millesimo, andata sposa a Bruxelles il 12 febbraio 1684 a Filippo Carlo, 3º duca di Arenberg e duca di Arschot (1663 – 1691), che morì combattendo nella Battaglia di Slankamen.
- Maria Gabriella, (Vienna 1675 – Bruxelles, prima del 1700), andata sposa nel 1690 a Charles François de la Barre, conte d'Erquelinnes e di Olloy, barone di Hierges.

Dopo la morte della moglie, Ottone Enrico si era risposato il 10 giugno 1683 con Maria Theresa d'Arenberg (1666 – 1716), sorella del futuro genero. Da questo matrimonio non nacquero figli.